# Mirko Nišović
Mirko Nišović (Zemun, Yugoslavia, 2 de julio de 1961) es un deportista yugoslavo que compitió en piragüismo en la modalidad de aguas tranquilas. 
Participó en tres Juegos Olímpicos de Verano entre los años 1980 y 1988, obteniendo una medalla de oro y otra de plata en la edición de Los Ángeles 1984. Ganó seis medallas en el Campeonato Mundial de Piragüismo entre los años 1982 y 1985.

## Palmarés internacional
| Juegos Olímpicos   | Juegos Olímpicos             | Juegos Olímpicos  | Juegos Olímpicos |
| Año                | Lugar                        | Medalla           | Evento           |
| ------------------ | ---------------------------- | ----------------- | ---------------- |
| 1984               | Los Ángeles (Estados Unidos) | Medalla de oro    | C2 500 m         |
| 1984               | Los Ángeles (Estados Unidos) | Medalla de plata  | C2 1000 m        |
| Campeonato Mundial |                              |                   |                  |
| Año                | Lugar                        | Medalla           | Evento           |
| 1982               | Belgrado (Yugoslavia)        | Medalla de oro    | C2 500 m         |
| 1982               | Belgrado (Yugoslavia)        | Medalla de plata  | C2 1000 m        |
| 1983               | Tampere (Finlandia)          | Medalla de oro    | C2 500 m         |
| 1983               | Tampere (Finlandia)          | Medalla de bronce | C2 1000 m        |
| 1985               | Malinas (Bélgica)            | Medalla de plata  | C2 1000 m        |
| 1985               | Malinas (Bélgica)            | Medalla de oro    | C2 10 000 m      |